# ミュータント (人類)
ミュータント（Mutant）とは、遺伝子操作により人為的に作出された胚から生まれた人類の総称である。
2024年現在、2018年に誕生した双子の「ルル」と「ナナ」、2019年に誕生した「エイミー」の3名のみが知られている。いずれも女性であり、C-Cケモカインレセプター5（CCR5）への変異が施されているためHIVへの感染耐性を持つ可能性がある。
2024年11月現在、70以上の国が発生可能なミュータント胚を作成することを禁止している一方、唯一南アフリカ共和国はミュータントの作成に向けて研究倫理ガイドラインを整備している。

## 名称
元来ミュータント（mutant）は人為的・自然によるものを問わない、突然変異(mutation)を起こした個体を指す一般名詞であるが、1950年代にSF作家のアイザック・アシモフが超常能力を持つ登場人物を「ミュータント」と名付けるなど、主に米国のSF小説やコミックなどが発祥となり、「従来の人類とは異なったゲノムの構成を有し、特殊な能力を持つ人類」といったような意味も持つようになった。
2018年に最初のミュータントが生まれた際、彼女らに対し「ゲノム編集ベビー」、「デザイナーベビー」、「CRISPRベビー」などの様々な呼称がなされた。その中で、オックスフォード大学の人類学者であるエベン・カークゼイが自著『The Mutant Project』において彼女らをミュータントと呼び、この名称を実在の人類の集団を指すことに使用した初めての実例となった。
もっとも、カークゼイは「我々」、つまり野生型人類も厳密には（自然による突然変異により進化してきたという意味で）ミュータントであることを付記している。
2024年現在、いずれの政府も彼らに対する正式な名称を定めてはおらず、ミュータントという名称も広く使用されていないため、別の名称が考案される可能性がある。

## 胚の作出方法
世代交代に長い年月を要する人類の場合、古くよりマウスに用いられてきたキメラ個体世代を介する多能性幹細胞胚盤胞注入法は現実的ではない。その他、遺伝子組み換え生物はTALEN、CRISPR/Cas9などのゲノム編集技術を用いて受精卵に変異を施すか、変異を入れたiPS細胞から生殖細胞に分化させることで作出できる。
現在生存するミュータントはいずれも中国南方科技大学・賀建奎らによりCRISPR/Cas9を用いて変異が施された。

## 生殖
2024年時点ではいずれのミュータントも7歳未満であり、生殖についての報告はない。
彼らの体内では変異を施された細胞と通常の細胞がモザイク状になっており、生殖細胞系列に変異遺伝子が存在するかは不明であるため、彼らの子孫もミュータントとなるかどうかの判断材料はない。
野生型人類とミュータントが生殖を行った場合、メンデルの法則に従い、理論上その子供は一定の確率で染色体対の片方のみに変異遺伝子を持つ。
このような「ヘテロザイゴート」どうしが生殖を行った場合、一般的には25%の確率で染色体の両方に変異を持つ「ホモザイゴート」、50%の確率でヘテロザイゴートが生まれる。

## 現存するミュータントの概要

### ルル（露露）
中国人の両親（賀建奎らの研究にて被験者番号P6とされる）から生まれた女性。「ルル」は本名ではなく研究チームが名付けた仮名である。
CCR5変異(15塩基のインフレーム欠失）を付与された。モデルとなったHIV耐性を持つ野生型人類が持つΔ32型と呼ばれるフレームシフト突然変異とは違い、欠失塩基数が3の倍数（コドンのずれが生じない）であるためCCR5の構造はむしろ大多数の野生型人類に近く、HIV耐性を持たないのではと推測されている。
通常細胞と変異の入った細胞のモザイク個体であり、かつ染色体対の片方のみに変異のあるヘテロザイゴートである。
また、ノンコーディングDNAの1箇所にオフターゲット変異として1塩基の追加が確認されている。

### ナナ（娜娜）
ルルの双子の姉妹。彼女もモザイク個体であるが、片方の染色体に1塩基が追加され、もう片方から4塩基が欠失したフレームシフト変異を有しているため、HIV耐性を持つ可能性がある。

### エイミー
被験者番号P3と呼ばれた両親から生まれた女性。ルル同様、ヘテロザイゴートのモザイク個体であるが、その塩基配列の詳細は公開されていない。
「エイミー」という仮名は、ジャーナリストのヴィヴィアン・マークスにより付けられたものである。 賀によると、2024年6月の時点で彼女の親は離婚しており、シングルマザーとして育てられているため賀が経済的に支援しているという。

## 法的位置づけ
南アフリカにおいては、次代へ変異遺伝子を遺すことのできる（=生殖細胞系列に変異を持つ）ミュータント作成に向け研究倫理ガイドラインを整備している。しかし、ゲノム編集やiPS細胞の発明以前の2004年に制定された同国の国民保健法において、「（ヒトのクローニングを目的とした）ヒト配偶子、受精卵、または胚の遺伝物質を含む、いかなる遺伝物質も操作してはならない」という条文があり、この法律がクローニングではないゲノム編集等による遺伝子操作を包含するかが議論となっている。
しかし、同国において、生まれてきたミュータントに対する何らかの保護、あるいは遺伝子プール汚染（ミュータントと野生型人類の交雑）防止措置などの行動制限についての法的整備は進んでいない。また、明示的にミュータント胚作成を禁止している各国においても、非合法的に生まれてきた、あるいはミュータント作成が合法であったり法規制自体のない国家から流入したミュータントに対する措置を定めてはおらず、国家間条約も存在しない。
現在生存するミュータントは全員が中華人民共和国政府の管理下にあり、生殖の自由、行動の自由、教育、その他基本的人権が保証されているのかなど一切公開されていない。
ノートルダム大学の政治学教授であるアイリーン・ハント・ボッティング、及び英国・Nuffield財団の生命倫理評議会は、ミュータント（「遺伝子組み換えされた子供」）は人権を完全に享受する権利を有すべきであると主張している。

## 今後付与される可能性のある能力
最初に誕生した3名のミュータントはCCR5変異により、すでに知られているHIV感染耐性に加え、同時に脳機能の強化がなされたとも言われている。
賀は2023年、アミロイド前駆体タンパク質(APP)への点変異A673Tを導入した、アルツハイマー型認知症の発症リスクの低いヒト胎児の作成計画をX上にて発表し、北京での活動を開始した。治験の実施予定場所は南アフリカ共和国である。